# Championnat d'Irlande du Nord féminin de football 2014
Navigation
Édition précédente Édition suivante
La saison 2014 du Championnat d'Irlande du Nord féminin de football Women's Premier League  est la onzième saison du championnat. Le Glentoran Belfast United vainqueur de l’édition précédente remet son titre en jeu.

## Clubs participants
| \| Ballymena United Allstars Belfast: · Glentoran · Crusaders · Linfield · Shankill · Cliftonville Mid-Ulster Ladies Dromore Amateurs \| Localisation des clubs engagés dans le championnat. |
| Ballymena United Allstars Belfast: · Glentoran · Crusaders · Linfield · Shankill · Cliftonville Mid-Ulster Ladies Dromore Amateurs                                                           |

Ce tableau présente les huit équipes qualifiées pour disputer le championnat 2014. 
| Club                                                  | Stade                                 | Capacité | Ville     |
| ----------------------------------------------------- | ------------------------------------- | -------- | --------- |
| Ballymena United Allstars Football Club               | The Showgrounds                       | -        | Ballymena |
| Cliftonville Ladies                                   | -                                     | -        | Belfast   |
| Crusaders Newtownabbey Strikers Women’s Football Club | Seaview                               | 3 383    | Belfast   |
| Shankill United predators                             | -                                     | -        | Belfast   |
| Glentoran Belfast United                              | Billy Neill Playing Field (Terrain 2) | -        | Belfast   |
| Linfield Ladies Football Club                         | Billy Neill Playing Field (Terrain 1) | -        | Belfast   |
| Mid Ulster Ladies Football Club                       | Mid Ulster Sports Arena               | -        | Cookstown |
| Dromore Amateurs Ladies Football Club                 | -                                     | -        | Dromore   |

## Classement
| Rang | Équipe                          | Pts | J  | G  | N | P  | Bp | Bc | Diff |
| ---- | ------------------------------- | --- | -- | -- | - | -- | -- | -- | ---- |
| 1    | Glentoran Belfast United T      | 38  | 14 | 12 | 2 | 0  | 54 | 9  | +45  |
| 2    | Linfield Ladies                 | 32  | 14 | 10 | 2 | 2  | 48 | 17 | +31  |
| 3    | Crusaders Newtownabbey Strikers | 28  | 14 | 8  | 4 | 2  | 36 | 14 | +22  |
| 4    | Mid-Ulster Ladies               | 22  | 14 | 6  | 4 | 4  | 30 | 26 | +4   |
| 5    | Cliftonville Ladies P           | 18  | 14 | 6  | 0 | 8  | 36 | 27 | +9   |
| 6    | Ballymena Utd Allstars          | 15  | 14 | 4  | 3 | 7  | 17 | 18 | -1   |
| 7    | Shankill United predators       | 7   | 14 | 2  | 1 | 11 | 16 | 52 | -36  |
| 8    | Dromore Amateurs Ladies         | 0   | 14 | 0  | 0 | 14 | 3  | 70 | -67  |

## Bilan de la saison
| Championnat d'Irlande du Nord féminin de football 2014        |                                            |
| Champion                                                      | Glentoran Belfast United                   |
| Dauphin                                                       | Linfield Ladies Football Club              |
| Qualifications continentales                                  |                                            |
| Ligue des champions féminine de l'UEFA 2015-2016              | Glentoran Belfast United                   |
| Promotions et relégations                                     |                                            |
| Promus en Championnat d'Irlande du Nord féminin de football   | Newry City Ladies Football Club            |
| Promus en Championnat d'Irlande du Nord féminin de football   | Sion Swifts Ladies And Girls Football Club |
| Relégués en Championnat d'Irlande du Nord féminin de football | Dromore Amateurs ladies Football Club      |
| Relégués en Championnat d'Irlande du Nord féminin de football | Shankill United predators                  |